# Коммунистическая партия (Швеция)
Коммунистическая партия (швед. Kommunistiska partiet) — политическая партия в Швеции, созданная в 1970 году из сталинистского откола от маоистской Коммунистической лиги марксистов-ленинцев (в свою очередь, отколовшейся от еврокоммунистической Левой партии — Коммунисты в 1967 году). До 2005 года именовалась «Коммунистическая марксистско-ленинская партия (революционная)» (швед. Kommunistiska Partiet Marxist-Leninisterna (revolutionärerna))
Членами партии были Ян Мюрдаль, Свен Вернстрём, Дан Берглунд и др.